# Linia kolejowa Torino Lingotto – Milano
Szybka kolej Turyn-Mediolan – włoska linia kolei dużych prędkości. Jest częścią 6 korytarza transeuropejskiego sieci kolei dużych prędkości, który łączy Lizboną i Kijów. Odcinek od Turynu do Novary otwarto 10 lutego 2006, natomiast pozostałą część otwarto w dniu 5 grudnia 2009 roku. Cała trasa ma długość 148,3 km i przystosowana jest do obsługi pociągów z prędkością 300 km/h.